# Lohnpolitik
Lohnpolitik (als eine Unterart von Politik) bezeichnet einen Vorgang mit dem Ziel, zu allgemein verbindlichen Entscheidungen über die Höhe der Löhne als Arbeitsentgelt zu kommen, indem sich mehrere Interessengruppen, Gewerkschaften als Vertreter der Arbeitnehmer, Arbeitgeberverbände als Vertreter der Arbeitgeber, oder andere Einrichtungen und Personen gezielt an diesem verbindlichen Entscheidungsprozess etwa im Rahmen von Tarifverhandlungen beteiligen. Auf die Lohnpolitik nehmen auch staatliche Einrichtungen wie Regierung oder Parteien sowie die Medien und die wissenschaftlichen Beratungsinstitutionen indirekt Einfluss.
Die Lohnpolitik findet ihren Niederschlag im Tarifvertrag, z. B. im Flächentarifvertrag (Deutschland). Zu den Rahmenbedingungen der Lohnpolitik in Deutschland gehört die Tarifautonomie.
Lohnpolitik hängt auch vom Machteinfluss ab, der in Arbeitskämpfen zum Einsatz kommt, etwa als Streik der Arbeitnehmer oder Aussperrung von Arbeitnehmern durch die Arbeitgeber.
Die Forderungen der Tarifparteien in den Verhandlungen zur Lohnpolitik richten sich nach wirtschaftlichen Größen wie Arbeitsproduktivität, Rate der Inflation, Quote der Arbeitslosigkeit, Lohnquote. Diese Bezugsgrößen, als Basis für eine schnellere Lösung bei den Verhandlungen, dienen auch dazu, längere Arbeitskämpfe zu vermeiden und Verteilungskonflikte zu entschärfen.

## Lohntheorien

### Kaufkrafttheorie des Lohns
Siehe ausführlichen Artikel Kaufkrafttheorie

### Produktivitätstheorie des Lohns
Nach dieser Theorie sollen die Löhne in dem Ausmaß steigen, in dem die Arbeitsproduktivität gestiegen ist, da sich so das Verhältnis, mit dem die Wertschöpfung der Unternehmen sich auf Gewinne und Löhne aufteilt, nicht ändere (sog. „produktivitätsorientierte Lohnpolitik“). So bekämen die Arbeitnehmer einen konstanten Anteil an der Produktivitätssteigerung und an der Produktion bzw. dem Einkommen insgesamt. Eine solche produktivitätsorientierte Lohnpolitik führt zu einer stabilen Lohnquote.
Kritiker machen geltend, dass die Arbeitsproduktivität eine rein statistische Größe sei, aus der man nicht ableiten könne, welchen Anteil ursachengemäß an der Produktivitätssteigerung die einzelnen Produktionsfaktoren (Arbeit, Kapital) hätten.
Diese Produktivitätstheorie des Lohnes wird von vielen Wirtschaftswissenschaftlern empfohlen, wobei je nach allgemeiner Wirtschaftslage (insbesondere Höhe der Arbeitslosigkeit), aber auch nach zugrunde liegender Wirtschaftstheorie, Zu- oder Abstriche zu machen sind. Für Ludwig Erhard waren Lohnerhöhungen gemäß einer gesteigerten Ergiebigkeit der Volkswirtschaft Teil der Marktwirtschaft.
Die „produktivitätsorientierte Lohnpolitik“ wurde von Viktor Agartz als „dynamische Lohnpolitik“ im Unterschied zur „expansiven Lohnpolitik“ bezeichnet. Entsprechende Begriffe finden sich bei Theodor Brauer mit „regulativer“ und „spekulativer“ Lohnerhöhung.

### Expansive Lohnpolitik
Eine „dynamische“ Lohnpolitik bedeutet für Viktor Agartz lediglich eine Anpassung des Reallohns an die Produktivitätsentwicklung, wobei der Reallohn der Entwicklung ständig hinterherhinke. Demgegenüber befürwortet er eine „expansive“ Lohnpolitik. Darunter ist zu verstehen, dass die Lohnpolitik mit der dadurch erzielten Kaufkraftsteigerung die Ausweitung der Produktion fördern soll, womit das Wirtschaftswachstum weiter vorangetrieben werde.
Nach Herbert Ehrenberg wird Lohnpolitik damit zu einem Instrument der Verteilungspolitik. Nach Ansicht einiger neo-Schumpeterscher Ökonomen (wie Alfred H. Kleinknecht und Hans-Heinrich Bass) können höhere Lohnsätze auch als „Produktivitätspeitsche“ die Durchsetzung von arbeitssparenden Prozessinnovationen fördern und so den technischen Fortschritt beschleunigen.